# Kazushige Abe
Kazushige Abe (?, 阿部 和重, Abe Kazushige; Higashine, 23 settembre 1968) è uno scrittore giapponese.

## Biografia
Kazushige Abe nasce a Higashine, prefettura di Yamagata, il 23 settembre 1968. 
Lasciato il liceo, s'iscrive ad una scuola di cinema diretta dal regista Shōhei Imamura e, completati gli studi, svolge diversi mestieri all'interno di uno studio cinematografico coltivando nel contempo l'interesse per la letteratura ed invia i suoi manoscritti a riviste e case editrici.
Nel 1994 la rivista Gunzo accetta un suo dattiloscritto; il romanzo d'esordio Ikeru shikabane no yoru che omaggia nel titolo il film Effetto notte di François Truffaut e viene premiato con il Gunzo Prize for New Writers. 
Autore di undici romanzi appartenenti al genere J-Bungaku (corrispondente letterario della categoria musicale J-pop), le sue opere hanno vinto numerosi riconoscimenti tra i quali il Premio Akutagawa nel 2004 per Gurando finaare e il Premio Tanizaki nel 2010 per Pisutoruzu.

## Opere principali

### Narrativa
- Ikeru shikabane no yoru (1994)
- ABC sensou (1995)
- Il proiezionista (Indivijuaru purojekushon, 1997), Milano, Jaca Book, 2015 traduzione di Gianluca Coci ISBN 978-88-99066-07-9.
- Koushakufujin-tei no gogo no paatii (1997)
- Mujou no sekai (1999)
- Nipponia nippon (2001), Roma, edizioni E/O, 2018 traduzione di Gianluca Coci ISBN 978-88-6632-968-8.
- Shinsemia (2003)
- Gurando Finaare (2005)
- Purasutikku Souru (2006)
- Misuteriasu Settingu (2006)
- Pisutoruzu (2010)

### Antologie
- Scrivere per Fukushima[6] di AA. VV. (a cura di Gianluca Coci), Roma, Atmosphere Libri, 2013 ISBN 978-88-6564-051-7.

## Premi e riconoscimenti
- Gunzo Prize for New Writers: 1994 vincitore con Ikeru shikabane no yoru
- Noma Literary New Face Prize: 1999 vincitore con Mujou no sekai
- Itō Sei Literary Prize: 2003 vincitore con Shinsemia
- Mainichi Culture Award: 2003 vincitore con Shinsemia
- Premio Akutagawa: 2004 vincitore con Gurando finaare
- Premio Tanizaki: 2010 vincitore con Pisutoruzu